# Heudicourt
Heudicourt é uma comuna francesa na região administrativa da Normandia, no departamento de Eure. Estende-se por uma área de 10,73 km². Em 2010 a comuna tinha 710 habitantes (densidade: 66,2 hab./km²).